# Бариновский сельсовет (Курганская область)
Бариновский сельсовет — муниципальное образование со статусом сельского поселения в составе Шатровского района Курганской области.
Административный центр — село Барино.
Законом Курганской области от 12 мая 2021 года № 50 к 24 мая 2021 года упраздняется в связи с преобразованием муниципального района в муниципальный округ.

## История
В соответствии с Законом Курганской области от 6 июля 2004 года № 419 сельсовет наделён статусом сельского поселения.

## Население
| 1989  | 2002  | 2004  | 2010  | 2012  | 2013  | 2014  |
| ----- | ----- | ----- | ----- | ----- | ----- | ----- |
| 2191  | ↘1519 | ↗1561 | ↘1433 | ↘1426 | ↘1407 | ↘1386 |
| 2015  | 2016  | 2017  | 2018  | 2019  | 2020  |       |
| ↗1403 | ↘1385 | ↘1378 | ↘1354 | ↘1332 | ↘1292 |       |

## Состав сельского поселения
| № | Населённый пункт | Тип населённого пункта       | Население |
| - | ---------------- | ---------------------------- | --------- |
| 1 | Барино           | село, административный центр | ↘1431     |
| 2 | Кирпичики        | деревня                      | ↗2        |
| 3 | Октябрьский      | посёлок                      | ↘0        |